# Нойдау
Нойдау (нім. Neudau) — ярмаркова комуна  (нім. Marktgemeinde)  в Австрії, у федеральній землі Штирія. Нойдау знаходиться далеко від головних доріг. Місто розташоване на сході Штирії на кордоні з Бургенландом, від якого його відділяє лише Лафніц.
Входить до складу округу Гартберг-Фюрстенфельд. Населення становить 1,199 осіб (станом на 31 грудня 2013 року). Займає площу 10 км².